# إنزو دا بونتي
إنزو دا بونتي (مواليد 31 مارس 1973) هو مبارز بالسيف باراغواياني، مثّل بلاده في الألعاب الأولمبية الصيفية 1992.

## روابط خارجية
إنزو دا بونتي على موقع أوليمبيديا (الإنجليزية)